# Guido Gómez de Silva
Guido Gómez de Silva (Padua, Italia, 14 de mayo de 1925 - Ciudad de México, 17 de noviembre de 2013) fue un lingüista y lexicógrafo mexicano. Colaboró en la Organización de las Naciones Unidas (ONU) durante diecinueve años. Fue miembro de número de la Academia Mexicana de la Lengua desde 1992.

## Estudios
Obtuvo la maestría en ciencias por la Columbia University, y en la Universidad Nacional Autónoma de México (UNAM) obtuvo la maestría en lengua y literatura españolas, así como el doctorado en letras. Estudió lenguas orientales en el Colegio de México.

## Desempeño en la ONU y docencia
Guido Gómez de Silva colaboró para la ONU durante dos períodos, el primero de ellos entre 1947 y 1954 como bibliotecario e intérprete simultáneo de inglés, francés y español. Entre 1973 y 1985 fue, en la sede de Nueva York, jefe de la sección de terminología, jefe de formación de intérpretes y jefe de la sección de lenguas. Este último puesto lo ejerció durante seis años en la sede de Nairobi, Kenia. Años más tarde, participó como delegado de México dentro del Grupo de Expertos en las sesiones de la Conferencia de las Naciones Unidas sobre la Normalización de Nombres Geográficos en Ginebra y Nueva York.
Fue catedrático de lengua y literatura en la Ciudad de México (UNAM) y en Iowa. Como profesor de lingüística ha impartido clases en las Middlebury Language Schools (Vermont), en la Universidad de Salamanca (España), en el Instituto Francés de América Latina y en El Colegio de México. En este último ha dado conferencias sobre fonética e impartido clases de psicolingüística.

## Académico y lexicógrafo
Fue nombrado miembro de número (silla I, ocupante 8.º) de la Academia Mexicana de la Lengua desde el 4 de abril de 1991. Tomó posesión el 5 de marzo de 1992 y es presidente honorario de la Comisión de Lexicografía. 
Como un proyecto lingüístico de la Academia Mexicana de la Lengua, en 1993, colaboró con la obra Los nombres de los países, la cual incluye gentilicios y capitales. Debido al éxito obtenido, la Academia decidió ampliar el proyecto, de esta forma, Guido Gómez de Silva realizó el Diccionario geográfico universal, el cual incluye, además de los nombres de países y ciudades, los nombres de ríos, montañas, islas, mares, lagos, cabos, valles, desiertos, golfos, bahías, así como otros objetos geográficos. La obra fue presentada a la comunidad académica durante el primer Congreso Internacional de la Lengua Española en Zacatecas, en abril de 1997.
En el año 2000, tomando como base el trabajo previo que había realizado la Academia titulado Índice de mexicanismos, Guido Gómez de Silva seleccionó 6,200 entradas de las 77,000 que tiene el Índice, para así confeccionar el Diccionario breve de mexicanismos. El autor define un mexicanismo como «una palabra, partícula o locución, de procedencia española o indígena, característica del español de México, especialmente si no la comparte (sí contrasta) con el español de otros países de Hispanoamérica o con el de España». El Diccionario de mexicanismos fue editado conjuntamente por la Academia Mexicana de la Lengua, por el Consejo Nacional para la Cultura y las Artes y por el Fondo de Cultura Económica, y se presentó en Valladolid, durante el II Congreso Internacional de la Lengua Española. Muchos de esos mexicanismos se incluyeron en el Diccionario de la lengua española de la Real Academia Española de la edición 2001.
El 25 de octubre de 2007, la Academia efectuó una ceremonia en el centro de cultura Casa Lamm para rendir homenaje a sus miembros octogenarios: Guido Gómez de Silva, Margit Frenk, Ernesto de la Peña y Ruy Pérez Tamayo.

## Obras
- Elsevier's Concise Spanish Etymologycal Dictionary (1985)
  - versión española : Breve diccionario etimológico de la lengua española (1988)
- Elsevier's International Dictionary of Literature And Grammar (1991)
  - versión española : Diccionario internacional de literatura y gramática (1999)
- Los nombres de los países (1993)
- Diccionario escolar McGraw-Hill de la lengua española (1995), en colaboración con Rosa María Durán Gili.
- Diccionario geográfico universal (1997)
- Diccionario breve de mexicanismos (2001)
- International Dictionary of Gastronomy (2003)
  - versión española : Diccionario internacional de la gastronomía (2004)

Participó en el consejo editorial para la revisión y actualización del Diccionario biobibliográfico de escritores de México.